# 貝蒂·傅瑞丹
贝蒂·弗里丹（英語：Betty Friedan，1921年2月4日—2006年2月4日），原名贝蒂・娜奥米・戈德斯坦（英語：Bettye Naomi Goldstein），美国女权主义活动家、作家、编辑，在20世纪女权运动中扮演著重要的角色，被誉为“现代妇女解放运动之母”。其代表作《女性的奧秘》质疑女性在家庭中的传统角色，提倡自由主義女性主義，并掀起了第二波女性主義運動。此外，她还是全国妇女协会、全国妇女政治核心小组与全国堕胎法律废除协会的创立者，曾于1970年发动全美女性大罢工。1980年代后，贝蒂·弗里丹的观点转向温和，并在《第二阶段》一书中批判部分女权主义者的过激行为，并主张寻求“差异中的平等”。

## 生平
1921年2月4日出生在美国伊利诺伊州皮奧里亞一个犹太人移民家庭。父亲白手起家，最终拥有了一家珠宝店；母亲原本是一家报纸女性版面的编辑，结婚后完全退归家庭。正是母亲的经历引发了弗里丹对女性问题最初的关注。还是小孩时，她就目睹“母亲总是打击父亲，因为她没有别的方式来挥发惊人的能量”。弗里丹逐渐意识到，在母亲爱挑剔的言行下，隐藏着因放弃挚爱工作而感到的深深痛苦。弗里丹聪慧而直率的性格似乎并不符合那个年代对于“可爱姑娘”的定义。几乎整个少年时代，她在学校里都像一个“边缘人”，学习优异，却没什么朋友。直到进入史密斯学院，她深藏的天性才得以全部释放，她1942年毕业时获得最高荣誉，并赢得一份进入加利福尼亚大学伯克利分校攻读心理学硕士的奖学金。走出学校后，弗里丹先后担任记者、编辑，并于1947年嫁给卡尔·弗里丹（Carl Friedan）。这段婚姻维持了22年，最终以离婚而告终，两人育有两子一女。其子丹尼爾·弗里丹(Daniel Friedan)是目前羅格斯大學物理學名譽教授。
弗里丹1949年生第一个孩子时获得了产假，但5年后她生第二个孩子申请产假时却被炒了鱿鱼。这一切重新唤起她对女性问题的思考。1957年，她那一级的史密斯学院同学毕业15年后重新聚首。她对昔日同窗进行了一次深入调查。结果发现，这些受过高等教育的女同学绝大多数都已成为深居简出的家庭主妇，但仍在心底悄悄自问：“就这样生活下去？”弗里丹这份调查结果和评论文章没能登上任何一家杂志。但由此启发的5年多的研究和思索却最终化为《女性的奥秘》。从《女性的奥秘》起，弗里丹正式踏上女权运动的跑道。她不但协力建立美国全国妇女组织，更担任掌门达6年之久。1970年的横跨全美女性大罢工是她在这一组织的谢幕之作。通过《女性奥秘》及其后诸多争取女权的活动，弗里丹一直在表明一种观点：“女人应该能够毫不羞愧地自问，‘我是谁，我想从生活中得到什么？’她如果想在丈夫孩子之外拥有属于自己的目标，不应觉得自私或精神不正常”。

## 个人著作
- 女性的奥秘（The Feminine Mystique, 1963)：又译为《女性的神话》
- 女性白皮书（It Changed My Life, 1976)
- 第二阶段（The Second Stage, 1981)
- , 1993
- , 2000